# Principado de Baldonia Exterior
El Principado de Baldonia Exterior fue una micronación fundada en 1949 por el empresario estadounidense Russell Arundel, en una de las Islas Tusket. Si bien fue creada en clave paródica, alcanzó fama internacional al ser objeto de críticas en los medios de la Unión Soviética.
Es considerada una de las precursoras de las actuales micronaciones.

## Historia
La isla fue comprada por Russell Arundel, después de tener que pasar una tormenta allí, en medio de un viaje de pesca, pagando 750 dolarés por ella. Posteriormente durante una fiesta Arundel y sus amigos decidieron proclamar la isla como el «Principado de Baldonia Exterior» asumiendo Arundel el cargo de «Príncipe de Príncipes».
Su declaración de independencia, publicada en varios periódicos locales, fue redactada como una parodia de la Declaración de Independencia de los Estados Unidos. Igualmente fueron redactadas leyes paródicas, que fueron objeto de artículos satíricos en la prensa canadiense.
En 1952 la micronación fue criticada en un artículo de la Gaceta Literaria de Moscú donde se le calificó como «un bastión imperialista de Wall Street», debido a que se interpretaron literalmente las afirmaciones de Arundel, sin que el autor del artículo comprendiese la broma. Desde el principado aprovecharon la cobertura mediática del artículo, criticando a la Unión Soviética, y logrando alcanzar cierta notoriedad internacional.
Desapareció en 1973, después que Russell Arundel donase la isla para que se estableciese como un santuario de aves.